# Paul Baier
Paul Baier (né le 2 février 1985 à Summit, dans l'État du New Jersey) est un joueur professionnel américano-italien de hockey sur glace.

## Carrière de joueur
Il a été repêché en 3e ronde, 95e au total par les Kings de Los Angeles au repêchage d'entrée de 2004. Il évolue dans la Ligue américaine de hockey avec les Senators de Binghamton au poste de défenseur.

## Statistiques
Pour les significations des abréviations, voir Statistiques du hockey sur glace.

### En club
| Saison    | Équipe                          | Ligue     |    | Saison régulière | Saison régulière | Saison régulière | Saison régulière | Saison régulière |   | Séries éliminatoires | Séries éliminatoires | Séries éliminatoires | Séries éliminatoires | Séries éliminatoires |
| Saison    | Équipe                          | Ligue     | PJ | B                | A                | Pts              | Pun              | PJ               | B | A                    | Pts                  | Pun                  |                      |                      |
| 2002-2003 | Deerfield Academy               | USHS-Prep | 25 | 2                | 15               | 17               | 24               | -                | - | -                    | -                    | -                    |                      |                      |
| 2003-2004 | Deefield Academy                | USHS-Prep | 23 | 6                | 4                | 10               | 22               | -                | - | -                    | -                    | -                    |                      |                      |
| 2004-2005 | Bears de Brown                  | NCAA      | 32 | 2                | 8                | 10               | 24               | -                | - | -                    | -                    | -                    |                      |                      |
| 2005-2006 | Bears de Brown                  | NCAA      | 30 | 0                | 6                | 6                | 18               | -                | - | -                    | -                    | -                    |                      |                      |
| 2006-2007 | Bears de Brown                  | NCAA      | 32 | 1                | 4                | 5                | 55               | -                | - | -                    | -                    | -                    |                      |                      |
| 2007-2008 | Bears de Brown                  | NCAA      | 31 | 2                | 5                | 7                | 38               | -                | - | -                    | -                    | -                    |                      |                      |
| 2007-2008 | Americans de Rochester          | LAH       | 9  | 1                | 3                | 4                | 5                | -                | - | -                    | -                    | -                    |                      |                      |
| 2008-2009 | Pirates de Portland             | LAH       | 62 | 3                | 8                | 11               | 67               | 3                | 0 | 0                    | 0                    | 6                    |                      |                      |
| 2009-2010 | Senators de Binghamton          | LAH       | 62 | 2                | 8                | 10               | 49               | -                | - | -                    | -                    | -                    |                      |                      |
| 2010-2011 | Americans de Rochester          | LAH       | 65 | 2                | 8                | 10               | 80               | -                | - | -                    | -                    | -                    |                      |                      |
| 2011-2012 | Stingrays de la Caroline du Sud | ECHL      | 39 | 2                | 6                | 8                | 40               | -                | - | -                    | -                    | -                    |                      |                      |
| 2011-2012 | Bears de Hershey                | LAH       | 2  | 0                | 0                | 0                | 0                | -                | - | -                    | -                    | -                    |                      |                      |
| 2011-2012 | Sportivi Ghiaccio Cortina       | Série A   | 6  | 0                | 3                | 3                | 0                | 9                | 0 | 3                    | 3                    | 16                   |                      |                      |
| 2012-2013 | HC Valpellice                   | Série A   | 19 | 2                | 2                | 4                | 16               | 5                | 0 | 2                    | 2                    | 4                    |                      |                      |
| 2013-2014 | Solar Bears d'Orlando           | ECHL      | 12 | 1                | 0                | 1                | 20               | -                | - | -                    | -                    | -                    |                      |                      |